# Frédéric Forestier
Frédéric Forestier (nacido 1969) es un director y actor francés.

## Filmografía

### Director
- 1993 : Paranoïa (cortometraje)
- 1997 : Chantaje nuclear (The Peacekeeper)
- 2002 : Le Boulet - Más de 3 millones de tickets ventas en Francia.
- 2005 : Les Parrains - Más de 600,000 ventas de tickets en Francia.
- 2008 : Astérix aux Jeux Olympiques - Más de 6 millones de ventas de tickets en Francia.
- 2012 :  Estrellas 80.

### Actor
- 2009 : Kaamelott, Livre VI (Aulus Milonius Procyon)